# Minsker Prozess
Der Minsker Prozess (auch Minsker Kriegsverbrecherprozess genannt) fand vom 15. bis 29. Januar 1946 in der belarussischen Stadt Minsk gegen achtzehn Angeklagte, darunter die deutschen Generale Richert, Herf und von Erdmannsdorff vor einem sowjetischen Militärtribunal statt.

## Rechtsgrundlagen
Durch Dekret vom 2. November 1942 war die Außerordentliche Staatliche Kommission für die Feststellung und Untersuchung der Verbrechen der deutschen faschistischen Eindringlinge ins Leben gerufen worden. Am 19. April 1943 erließ das Präsidium des Obersten Sowjets den Ukas 43, der anordnete, dass deutsche, italienische, rumänische, ungarische und finnische Verbrecher, die der Mordtaten und Misshandlungen an der Zivilbevölkerung und an gefangenen Rotarmisten überführt worden sind, sowie Spione und Vaterlandsverräter unter den Sowjetbürgern mit der Todesstrafe durch Erhängen zu bestrafen sind. Damit war schon vor der Moskauer Erklärung der Alliierten in der Sowjetunion die Verfolgung von Kriegsverbrechern und Kollaborateuren in einer unionsweiten Rechtsvorschrift geregelt worden.

## Prozess
Der Prozess fand vor dem Militärtribunal des Minsker Militärbezirks unter Vorsitz von Generalmajor Kedrov statt und endete mit der Verurteilung aller achtzehn Angeklagten.
Anklagepunkte waren die Liquidierung von Zivilisten im sogenannten Partisanenkampf, die Ausplünderung des Landes mit Hilfe der Wirtschaftsorganisation Ost, die Ermordung und Deportationen von Männern und Frauen, die Behandlung und Ermordung von Kriegsgefangenen sowie die Vernichtung der jüdischen Bevölkerung.
Wichtig war allen sowjetischen Prozessbeteiligten, den Grad der persönlichen Initiative jedes Beschuldigten darzustellen. Bei der Zuweisung persönlicher Schuld ging das Gericht den tatsächlichen Verhältnissen nicht immer auf den Grund.
Vierzehn Angeklagte wurden zum Tode und vier zu Zwangsarbeit verurteilt. Die Hinrichtungen durch Hängen fanden am 30. Januar 1946 vor mehr als 100 000 Menschen auf der Pferde-Rennbahn von Minsk statt.
| Name                                 | Jhrg. | Rang                                          | Funktion                                                             | Urteil                |
| ------------------------------------ | ----- | --------------------------------------------- | -------------------------------------------------------------------- | --------------------- |
| Johann-Georg Richert                 | 1890  | Generalleutnant des Heeres                    | Kommandeur der 286. Sicherungs-Division                              | Todesstrafe           |
| Eberhard Herf                        | 1887  | Generalmajor der Polizei und SS-Brigadeführer | Kommandeur der Ordnungspolizei im Raum Minsk                         | Todesstrafe           |
| Gottfried Heinrich von Erdmannsdorff | 1893  | Generalmajor des Heeres                       | Kommandant von Mogilew                                               | Todesstrafe           |
| Georg Robert Weißig                  | 1896  | Oberstleutnant der Polizei                    | Kommandeur des 26. Pol.-Regiments                                    | Todesstrafe           |
| Ernst August Falk                    | 1917  | Hauptmann der Polizei                         | Bataillonskommandeur im 26. Pol.-Regiment                            | Todesstrafe           |
| Reinhard Georg Moll                  | 1891  | Major des Heeres                              | Kommandant von Bobruisk und Paritschi                                | Todesstrafe           |
| Carl Max Languth                     | 1898  | Hauptmann des Heeres                          | stv. Kommandant des Kriegsgefangenenlagers Bobruisk                  | Todesstrafe           |
| Hans Hermann Koch                    | 1914  | SS-Obersturmführer und Gestapo-Kommissar      | Chef der Sipo in Orel Orscha, Borissow und Slonim                    | Todesstrafe           |
| Rolf Oskar Burchard                  | 1907  | Leutnant                                      | Sonderführer Kommandantur Bobruisk                                   | Todesstrafe           |
| August Josef Bittner                 | 1894  | Leutnant                                      | Sonderführer und Chef der landwirtschaftlichen Kommandantur Bobruisk | Todesstrafe           |
| Bruno Max Götze                      | 1898  | Hauptmann des Heeres                          | Kommandant von Bobruisk                                              | 20 Jahre Zwangsarbeit |
| Paul Karl Eick                       | 1897  | Hauptmann des Heeres                          | stv. Kommandant in Orscha                                            | Todesstrafe           |
| Bruno Franz Wittmann                 | 1901  | Wachtmeister                                  | Gendarmerie in Minsk                                                 | Todesstrafe           |
| Franz Hess                           | 1909  | SS-Unterscharführer                           | 32. Sonderkommando des SD in Minsk                                   | Todesstrafe           |
| Heinz Johann Fischer                 | 1923  | Gefreiter                                     | SS-Division „Totenkopf“                                              | Todesstrafe           |
| Hans Josef Höchtl                    | 1924  | Gefreiter                                     | 718. Ausbildungsfeldregiment                                         | 20 Jahre Zwangsarbeit |
| Alois Kilian Hetterich               | 1924  | Gefreiter                                     | 595. Infanterie-Regiment                                             | Zwangsarbeit          |
| Albert Johann Rodenbusch             | 1915  | Soldat                                        | 635. Ausbildungsregiment                                             | 15 Jahre Zwangsarbeit |

Alois Hetterich gibt bei einer späteren Vernehmung durch die Kriminalpolizei Würzburg 1975 an, sein Geständnis sei ihm durch Schläge, Hitzebehandlung und mehrfachen Aufenthalt in der sogenannten „Tropfsteinhöhle“ abgepresst worden.

## Rezeption
Die Forschung zu den Kriegsverbrecherprozessen in der Sowjetunion beurteilt den Beitrag zur juristischen Aufarbeitung des Nationalsozialismus insgesamt negativ. Es hätte sich um Schauprozesse gehandelt, bei denen es nicht um die Wahrheitsfindung, sondern um kollektive Abstrafung, politische Ziele und propagandistische Verwertung gegangen wäre.
Allerdings unternahm die Sowjetführung in der Nachkriegszeit massive Anstrengungen zur Professionalisierung und Bürokratisierung der Justizorgane und erzielte dort deutliche Erfolge gemessen an sowjetischen Standards. Die Qualität der Rechtsprechung der sowjetischen Militärtribunale verbesserte sich in den Nachkriegsjahren tatsächlich.
Laut Andreas Hilger ist es von besonderer Tragik, dass die Sowjetunion, die mit ihren Bürgern vorrangiges Ziel deutscher Vernichtungspolitik gewesen war, sich selbst als unfähig erwies, einen gültigen Beitrag zur gerichtlichen Aufarbeitung dieser Periode zu leisten.
Manfred Messerschmidt weist darauf hin, dass der Prozess den Angeklagten bessere verfahrensrechtliche Möglichkeiten bot, als sowjetischen Gefangenen vor deutschen Militärgerichten, sofern diesen überhaupt ein gerichtliches Verfahren zugestanden wurde.
Manfred Zeidler macht Widersprüche in den Sachverhaltsdarstellungen zu späteren Zeugenaussagen in anderen Prozessen und zu Ermittlungsergebnissen der 
Ludwigsburger Zentralstelle geltend und erklärt, dass der Prozess zu viele Fragen offen lässt.